# Nyplatonism
Nyplatonism är den form av platonism som utgick från den grekiske filosofen Ammonios Sakkas i Alexandria och dennes lärjungar Plotinos och Origenes. Dess grundare anses allmänt vara Plotinus.

## Grundaren
Plotinos (204–270) betraktas av många som en av Västerlandets största tänkare och mystiker. Med Platons metafysiska spekulationer som utgångspunkt utvecklade han en ganska komplicerad mystisk filosofi om tre hypostaser, det Ena, Intelligensen och Själen, som kom att utöva stort inflytande över kristendomen och hela det västerländska tänkandet ända till våra dagar. Det är denna lära som går under namnet nyplatonism.

## Historik
Plotinus visade stor respekt för Platon, men var självständig i utformandet av sin lära. Många andra strömningar bidrog till den, men det är svårt att veta precis vilka. Plotinus var lärjunge till Ammonios Sakkas, som han upptäckte under sitt sökande efter någon som kunde vägleda honom till sanningen och som han stannade hos under många år. Det är bekant att denne filosof, som hade förkastat sin kristna uppfostran och förbjöd att man skrev ned hans undervisning, uppskattade högt de indiska brahmanerna. Detta var i århundradena efter Alexander den Stores härtåg bortom Indus och innan islam stängde vägen österut, så det förekom en hel del kontakter mellan Indien och Grekland. Det kom så kallade ”gymnosofer” – alltså lättklädda indiska asketer eller yogi – till Alexandria och andra platser i medelhavsvärlden och grekiska kolonier fanns överallt i Asien. Ammonios Sakkas kan mycket väl ha varit bekant med vedanta och upanishaderna. Eftersom nyplatonismen uppvisar vissa drag som vi associerar med indiskt tänkande har möjligheten av ett inflytande från det hållet ofta påpekats.
Plotinus hade själv kontakt med Österlandet. I hopp om att få tillfälle att diskutera med de persiska filosoferna följde han med kejsar Gordianus härtåg österut år 242. Kejsaren mördades emellertid i Mesopotamien och armén upplöstes. Plotinus fick under denna expedition tillfälle att bekanta sig med zoroastrismen och befann sig också – naturligtvis utan att veta om det – i den miljö där manikeismen uppstod (Mani var samtida med Plotinus).
Därefter etablerade sig filosofen i Rom, där han undervisade till sin död. Hans lärjunge Porphyros samlade hans skrifter och organiserade dem enligt ett system som inte respekterar den kronologiska ordningen, och det är i denna form Plotinos lära har nått oss. Samlingen kallas Enneaderna.

## Läran
Plotinos lära betraktas i allmänhet som det sista självständiga uttrycket för den grekiska filosofin. Den präglas av den negativa inställning till den materiella världen som först introducerades av Platon och därefter blev utmärkande för grekiska spekulationer. Den empiriska verkligheten har helt fråntagits sin myndighet i Plotinus system. Enbart idéernas värld är verklig, därför att den är perfekt och evig.
Först av allt i verkligheten är det Ena. Det kan aldrig beskrivas, inga ord kan beteckna det – även namnet ”det Ena” är otillräckligt, en eftergift till språket utan vilket vi inte kan kommunicera. Det är källan till all existens, alltings rena möjlighet. Outsägligt, oföreställbart, bortom begrepp och koncept transcenderar det Ena allt som finns. Det flödar över av existens; allt som finns är del av dess gränslösa rikedom. I överflödet uppstår mångfaldens källa, som stiger och svämmar över i det Outsägligas skådande av sig själv, i det Enas kontemplation av sitt eget eviga ljus. Ur detta överflödande uppstår det som vi betraktar som verkligheten (men inte med en gång).
Det rör sig alltså om emanation – men samtidigt är det inte en rörelse. Plotinus söker efter bilder för att förklara detta motsägelsefulla faktum, som är av stor betydelse. Eld ger värme, snö ger kyla, sav stiger i trädet och når ut till grenarna – just så flödar existens ut från det Ena - utan ansträngning, liksom av sig självt. Det Ena, säger han vidare, är cirkelns mittpunkt och allt strålar ut mot periferin utan att mittpunkten rubbas. Allt rör sig, allt dansar, bara mittpunkten är stilla. Bara mittpunkten är absolut verklig.
I utflödet är det första som uppstår nous, Sinnet. Sinnet är mångfaldens källa – enhet fastän delhet, lik och ändå olik, oändligt nära oändlighetens källa, men själv upphov till tusen sinnen, till världens logoi spermatikoi, ”utspridda ord." Utan uppehåll skådar Sinnet det Ena, och det som uppstår ur Sinnet skådar genom Sinnet mot det Ena, och allt som uppstår ur allt skådar solarnas sol och källornas källa, vänt mot ursprunget, det Ena. Detta är grundprincipen i hela den nyplatoniska filosofin. Allt skådar det som är högre och som i sin tur är vänt mot det som föregår.
Men Sinnet är fullkomligt och kan därför inte ha något att göra med det påtagliga och oformliga, materien. Ur Sinnet uppstår alltså en reflektion, Själen. Själen är den sfär i vilken kosmos tar form och blir fysiskt. Den kommer i kontakt med den oformliga materien när den sjunker ned i mångfalden av sitt tänkande. Logoi spermatikoi aktualiseras, kroppar formas kring dem och Själen blir liksom två: en högre del som ständigt skådar sitt ursprung och en lägre del som förskingrar sig i det materiellas mångfald och dunkel. Där fyller den olika kroppar och fastän den är en börjar den uppleva sig som delad, som själar i stället för själ.

## Fallet
Det är i denna kombination av kropp och själ som Själen (till sin lägre del) förmörkas. Den glömmer sitt ursprung och vänder inte längre blicken upp mot Sinnet och det Ena, varifrån all kraft och existens kommer. I det nyplatonska systemet kallar man detta för ”fallet”. Inom nyplatonismen är termen mycket exakt: bildspråket är vertikalt och den genomgående kontemplationen vänder sig ”uppåt”, medan emanationen går ”nedåt.” När kontemplationen upphör och blicken vänds ”nedåt” störtar därför själen från det sublima till det begränsade, tunga och mörka.
Det är där som vi befinner oss. Det enda som kan få en människa att ta sig ur denna avgrund är ”minnet” av det den en gång skådade och den stränga askes som får den inre blicken att klarna och på nytt vända sig mot den klara och obefläckade del av själen som genom Sinnet skådar alltings källa (”minnet” är ett platonskt koncept som Plotinus anammar).
Att förbli i lidelsernas våld, att låta sig dras ned i tingens mörker är med andra ord att avlägsna sig från verklighetens mittpunkt. Ingen kommer att komma ned till mörkret för att hämta en. Materien är i den bemärkelsen ”ond”, därför att den blockerar och drar nedåt.
Plotinus är tvetydig angående materien. Han menar att materien är evig och utan form. Det finns också materie – eller snarare ett ”ämne” av något slag – i sinnets och förnuftets värld (där det finns former finns det ju möjlighet till oformlighet, och materie är framför allt just detta: oformlighet). Om detta var han emellertid förtegen och man vet inte mycket om vad han egentligen menade med det. Den materie vi lever med till vardags är ett slags evig substans utan verklig existens och kan inte vara ond i sig så länge den återspeglar något av idéernas ordning; men den bär liksom icke-existens och kaos inom sig.

## Återupprättandet
Under dessa omständigheter är det uppenbart att människans själ är evig, därför att den är en del av Världssjälen, som är fångad i villornas och illusionernas snaror (till sin lägre del). Endast kunskap kan leda tillbaka till den sanna kontemplationen av det som föregår – av Själ, Sinne och Det Ena. Det krävs en askes, ett helt program, som börjar med dygd, alltså rätt leverne, i avsikt att locka fram minnet av det Sköna.
Det rätta levernet är i sin grundläggande form känt av alla – det är det slags ordnade och kultiverade sinne som grekerna kallade sofrosyne och satte högt värde på. Vi skulle kanske kalla det sunt förnuft förenat med mänskliga känslor, det slags heder och ärlighet som karakteriserar en gentleman. Men det finns en högre och mera krävande dygd som förbereder för och leder till dialektik. Denna term står här för intellektuell kunskap, förenad med andlig intuition och leder till större och mera avgörande insikt. Det är dialektiken som långsamt barlägger verklighetens sanna natur – den visar att Själen är en och att den ligger till grund för det som är människans djupaste väsen, nämligen kontemplationen, som är målet med allt och själens rätta tillstånd.
Människan är sålunda, enligt den nyplatoniska visionen, en kontemplativ varelse. Att vara kontemplativ är att se allting som det verkligen är. Detta innebär att så att säga se ”genom” det som finns och skåda det Ena. Kontemplationen är den ”kraft” som förenar allt med den Ena, i en rak linje där allting vänder sig i djupt skådande mot det som föregår det och har gett upphov till det.

## Nyplatonismen och kristendomen
Denna föreställning om människan och det gudomliga stötte på vissa problem hos de kristna. Någon skapelse ex nihilo kommer inte på fråga, och det Ena är fullkomligt opersonligt. Frälsningen sker genom insikt och kunskap och består i återförening med ursprunget (även om Plotinus låter förstå att överflödet av existens alltid kommer att ge upphov till nya världar). Nyplatonismen är alltså en gnos och bekämpades som sådan av kyrkan, som inte underskattade dess stora inflytande över samtiden.
Å andra sidan anammade också kyrkan mycket av det nyplatoniska tänkandet. Detta är påtagligt hos Augustinus i Västerlandet och uppenbart i hela den grekiska och bysantinska teologin. I boken Bekännelser skildrar Augustinus hur människan genom sitt inre sökande kan nå den gudomliga verklighet som är alltings mål. Senare modifierade han detta synsätt genom sitt intresse för helt andra läror som arvsynden och predestinationen, men även senare teologi har nyplatonska drag. Pseudo-Dionysios ytterst inflytelserika, mystika texter införde också det nyplatoniska tänkandet i den kristna spiritualiteten. På dessa olika vägar kom nyplatonismen att utöva ett varaktigt inflytande över hela Europas filosofi och mystik.
Det var inte förrän Aristoteles på nytt blev känd bland kristna under högmedeltiden som det platonska och nyplatoniska greppet om den västerländska filosofin lossnade, främst med S:t Thomas Aquinas hjälp. Men nyplatonismen kom på modet igen vid renässansen genom bland annat Marsilio Ficino, och den påverkade också den tyska idealismen och romantiken.Det finns spår kvar av det i vårt språk även idag – vi talar om ”syndafallet”, en typiskt nyplatonisk term, och tror gärna att själen är odödlig. Den västerländska gudsbilden är också starkt färgad av nyplatonismen.